# 24 januari
24 januari är den 24:e dagen på året i den gregorianska kalendern. Det återstår 341 dagar av året (342 under skottår).
Den 24 januari kallas för "årets fattigaste dag" eftersom januarilönen kommer den 25 januari och decemberlönen gick åt till julklappar och julmat.

## Namnsdagar

### I den svenska almanackan
- Nuvarande – Erika
- Föregående i bokstavsordning
  - Eira – Namnet infördes 1986 på 10 februari, men flyttades 1993 till dagens datum och utgick 2001.
  - Erik translatus – Denna benämning (även känd som Ericus Translatus), som betyder ”Eriks förflyttning”, fanns, till minne av att den svenske 1100-talskungen Erik den heliges benreliker flyttades från kyrkan i Gamla Uppsala till domkyrkan i nuvarande Uppsala denna dag 1273, på dagens datum från 1200-talet fram till 1901, då det utgick.
  - Erika – Namnet infördes på dagens datum 1901, då man inte ville sammanföra det med Erik den 18 maj, men ändå placera det på en dag, som hade anknytning till namnet Erik. Det har funnits på dagens datum sedan dess.
  - Jarl – Namnet infördes på dagens datum 1986, men flyttades 1993 till 11 oktober, där det har funnits sedan dess.
  - Jarla – Namnet infördes på dagens datum 1986, men utgick 1993.
- Föregående i kronologisk ordning
  - Före 1901 – Erik translatus eller Ericus translatus
  - 1901–1985 – Erika
  - 1986–1992 – Erika, Jarl och Jarla
  - 1993–2000 – Erika och Eira
  - Från 2001 – Erika
- Källor
  - Brylla, Eva (red.): Namnlängdsboken, Norstedts ordbok, Stockholm, 2000. ISBN 91-7227-204-X
  - af Klintberg, Bengt: Namnen i almanackan, Norstedts ordbok, Stockholm, 2001. ISBN 91-7227-292-9

### Finlandssvenska almanackan
- Nuvarande från 1929[2] – Jarl
- I föregående revideringar[a][3]
  - inga ändringar sedan 1929

## Händelser
- 1118 – Sedan Paschalis II har avlidit tre dagar tidigare väljs Giovanni Coniulo till påve och tar namnet Gelasius II.[4]
- 1273 – Biskop Folke Johansson (Ängel), som har fungerat som tillförordnad ärkebiskop i Uppsala ärkestift sedan 1267, låter flytta Erik den heliges och de gamla ärkebiskoparnas ben från Gamla Uppsala till Östra Aros (nuvarande Uppsala), där man håller på att uppföra en ny domkyrka. Därmed flyttas också ärkestiftets centrum till den nya orten, som förblir så in i modern tid. Dessutom får dagen i den svenska almanackan, till minne av denna händelse, fram till namnsdagsreformen 1901 beteckningen Eric(us) translatus (latin för Eriks överflyttning).
- 1327 – Den engelske kungen Edvard II blir avsatt av parlamentet, anklagad för inkompetens. Han efterträds dagen därpå som kung av England och herre över Irland av sin son Edvard III, medan han själv sätts i fängsligt förvar och ett halvår senare blir torterad till döds.
- 1652 – Den småländska orten Gränna får stadsprivilegium.
- 1781 – Den nya svenska religionsfrihetslagen toleransediktet utfärdas. I denna stadgas att katoliker och andra icke-lutherska kristna som har kommit till Sverige fritt får utöva sin religion. Svenskar straffas dock fortfarande om de konverterar till någon annan trosuppfattning än den svenska protestantiska statsreligionen.
- 1808 – Johan Tobias Sergels staty av kung Gustav III (död 1792), uppförd nedanför Slottsbacken i Stockholm, avtäcks dagen då kungen skulle fyllt 62 år (enligt Nya stilen; när kungen föddes 1746 hade Sverige fortfarande Gamla stilen och datumet var då 13 januari).
- 1848 – James W. Marshall hittar ”blänkande metallbitar” i ett vattenhjul vid ett sågverk i Sutter's Mill i Coloma i Kalifornien. Därmed inleds den kaliforniska guldrush, som kommer att vara till 1855 och som leder till att 300 000 människor under dessa år invandrar till området och att Kalifornien blir en amerikansk delstat 1850.
- 1925 – Hjalmar Branting avgår av hälsoskäl som Sveriges statsminister och efterträds av Rickard Sandler. Han kvarstår dock som Socialdemokraternas partiledare till sin död en månad senare.
- 1963 – De svenska rallyförarna Erik Carlsson ”på taket” och Ewy Rosqvist-von Korff vinner herr- respektive damklassen i Monte Carlo-rallyt på samma dag.
- 1969 – Sveriges regering beslutar att man ska avskaffa säkerhetspolisens kritiserade åsiktsregister, där man har antecknat svenska medborgares politiska åsikter.
- 1983 – Polisen i Sverige ingriper när miljöaktivistgruppen Greenpeace försöker stoppa lastningen av utbränt kärnbränsle vid Ringhals kärnkraftverk utanför halländska Varberg.
- 1985 – Rymdfärjan Discovery skjuts upp på uppdrag STS-51-C[5]
- 1994 – I den svenska riksdagen enas Socialdemokraterna, Moderaterna, Folkpartiet, Centerpartiet och Kristdemokraterna om ett nytt pensionssystem som ska ersätta Allmän tilläggspension (ATP) från år 2000. I det nya systemet ska man själv placera en del kapital i fonder.
- 1995 – Den svenska forskningssatelliten Astrid (som blir Sveriges tredje) sänds upp från den ryska raketbasen Plesetsk.
- 2005 – Julia Tymosjenko efterträder Mykola Azarov som Ukrainas premiärminister och blir därmed landets första kvinna på posten.
- 2006 – Det amerikanska filmbolaget Disney meddelar att man har gått med på att köpa filmbolaget Pixar för 7,4 miljarder dollar, som lösning på en kontrovers kring bolagens kontrakt från 1997 att tillsammans producera fem filmer på tio år. Den 5 maj samma år avslutas affären och uppköpet är därmed klart.

## Födda
- 76 – Hadrianus, romersk kejsare från 117
- 1664 – Lars Roberg, svensk medicinsk och naturvetenskaplig forskare, grundare av Akademiska sjukhuset
- 1712 – Fredrik II den store, kung av Preussen från 1740
- 1732 – Pierre de Beaumarchais, fransk dramatiker
- 1746 – n.s Gustav III, kung av Sverige
- 1749 – Charles James Fox, brittisk politiker, Storbritanniens utrikesminister 27 mars–5 juli 1782
- 1781 – Louis Mathieu Molé, fransk politiker
- 1786 – Walter Forward, amerikansk politiker, USA:s finansminister 1841–1843, USA:s ambassadör i Danmark 1850–1851
- 1820 – John Milton Thayer, amerikansk republikansk politiker och general, senator för Nebraska 1867–1871, guvernör i samma delstat 1887–1891 och 1891–1892 samt i Wyomingterritoriet 1875–1878
- 1836 – Hugh Smith Thompson, amerikansk demokratisk politiker, guvernör i South Carolina 1882–1886
- 1855 – Christian Ingerslev Baastrup, dansk radiolog
- 1872
  - John W. Harreld, amerikansk republikansk politiker, senator för Oklahoma 1921–1927
  - Ethel Turner, australisk författare
- 1876 – Davis Elkins, amerikansk republikansk politiker, bankman och industrialist, senator för West Virginia 1911 och 1919–1925
- 1882
  - Sigfrid Siwertz, svensk författare, ledamot av Svenska Akademien 1932–1970
  - Herman Engström, svensk gjutare och socialdemokratisk politiker
  - Anders Hansson i Trollhättan, svensk handlare, ombudsman och socialdemokratisk politiker
- 1888 – Ernst Heinkel, tysk flygplanskonstruktör
- 1891 – Walter Model, tysk militär, generalfältmarskalk
- 1895 – Eugen Roth, tysk författare
- 1896 – Irving Ives, amerikansk republikansk politiker, senator för New York 1947–1959
- 1898 – Karl Hermann Frank, sudettysk nazistisk politiker
- 1909 – Ann Todd, brittisk skådespelare
- 1917 – Ernest Borgnine, amerikansk skådespelare
- 1918
  - Gottfried von Einem, österrikisk kompositör
  - Oral Roberts, amerikansk predikant
- 1922 – Veit Bethke, svensk dansare och skådespelare
- 1925 – Maria Tallchief, amerikansk ballerina
- 1927 – Paula Hawkins, amerikansk republikansk politiker, senator för Florida 1981–1987
- 1928 – Michel Serrault, fransk skådespelare
- 1932 – Henri Nouwen, nederländsk romersk-katolsk präst och författare
- 1935 – Mona Malm, svensk skådespelare
- 1940 – Joachim Gauck, tysk politiker, Tysklands förbundspresident 2012–2017
- 1941
  - Neil Diamond, amerikansk sångare
  - Victor Pestoff, amerikansk-svensk professor i statsvetenskap
  - Dan Shechtman, israelisk kemist, mottagare av Nobelpriset i kemi 2011
- 1943 – Sharon Tate, amerikansk fotomodell och skådespelare
- 1944 – Fatima Svendsen, svensk skådespelare och dansare samt väv- och textilkonstnär
- 1947 – Giorgio Chinaglia, italiensk fotbollsspelare
- 1949
  - John Belushi, amerikansk skådespelare
  - Bart Gordon, amerikansk demokratisk politiker, kongressledamot 1985–2011
- 1951 – Mike Thompson, amerikansk demokratisk politiker
- 1953 – Anders Beckman, svensk skådespelare
- 1961
  - Nastassja Kinski, tysk skådespelare
  - Guido Buchwald, tysk fotbollsspelare och tränare
- 1963 – Peter Wahlbeck, svensk komiker, författare, manusförfattare och skådespelare
- 1966 – Shaun Donovan, amerikansk demokratisk politiker, USA:s bostadsminister 2009–2017
- 1967 – John Myung, amerikansk musiker, basist i gruppen Dream Theater
- 1972 – Björn Berg, svensk beachvolleybollspelare
- 1973 – William Gregory Lee, amerikansk skådespelare
- 1974 – Boris Glibusic, svensk skådespelare
- 1979
  - Aino-Kaisa Pekonen, finländsk politiker
  - Tatyana Ali, amerikansk skådespelare
- 1983 – Marina Canetti, brasiliansk vattenpolospelare
- 1986 – Mischa Barton, brittisk skådespelare
- 1987 – Luis Suárez, uruguayansk fotbollsspelare i Club Nacional de Football
- 1989 – Calvin Goldspink, brittisk musiker, medlem i gruppen S Club 8

## Avlidna
- 41 – Caligula, 28, romersk kejsare sedan 37 (mördad)
- 772 – Stefan III, 51, påve sedan 768
- 817 – Stefan IV, påve sedan 816
- 863 – Karl, 17, kung av Provence och Burgund sedan 855
- 1522 – Didrik Slagheck, dansk militär och kyrkoman, biskop i Skara 1520–1521 och ärkebiskop i Lunds stift sedan 1521 (avrättad)
- 1626 – Samuel Argall, 45 eller 53, engelsk äventyrare och sjöofficer
- 1639 – Jörg Jenatsch, 42, schweizisk politiker
- 1666 – Johann Andreas Herbst, 77, tysk tonsättare
- 1709 – George Rooke, 58, engelsk amiral
- 1799 – Henry Tazewell, 45, amerikansk jurist och politiker, senator för Virginia sedan 1794
- 1813 – Theodore Sedgwick, 66, amerikansk politiker
- 1851 – Gaspare Spontini, 76, italiensk operatonsättare
- 1872 – Friedrich Adolf Trendelenburg, 69, tysk filosof och filolog
- 1881 – James Collinson, 55, brittisk målare
- 1891 – Bainbridge Wadleigh, 60, amerikansk republikansk politiker, senator för New Hampshire 1873–1879
- 1895 – Randolph Churchill, 45, brittisk torypolitiker, Storbritanniens finansminister 1886–1887, far till premiärministern Winston Churchill
- 1907 – Russell A. Alger, 70, amerikansk republikansk politiker och militär
- 1920 – Amedeo Modigliani, 35, italiensk målare, skulptör och tecknare
- 1924 – Marie-Adélaïde, 29, regerande storhertiginna av Luxemburg 1912–1919
- 1929 – Wilfred Baddeley, 56, brittisk tennisspelare
- 1948
  - Arthur Liebehenschel, 46, tysk nazist och SS-Obersturmbannführer (avrättad)
  - Maria Mandl, 36, tysk nazist, SS-Lagerführerin i koncentrationslagret Auschwitz-Birkenau (avrättad)
- 1962 – André Lhote, 76, fransk konstnär och skulptör
- 1965 – Winston Churchill, 90, brittisk politiker, Storbritanniens inrikesminister 1910–1911, finansminister 1924–1929 samt premiärminister 1940–1945 och 1951–1955, mottagare av Nobelpriset i litteratur 1953
- 1969 – Ralph Herseth, 59, amerikansk demokratisk politiker, guvernör i South Dakota 1959–1961
- 1974 – Herta Oberheuser, 62, tysk nazistisk läkare och krigsförbrytare
- 1975 – Erich Kempka, 64, tysk mekaniker, Adolf Hitlers personlige chaufför
- 1976 – Gösta Theselius, 53, svensk musikarrangör, kompositör och jazzmusiker på klarinett, tenorsaxofon och piano
- 1983 – George Cukor, 83, amerikansk filmregissör
- 1986
  - L. Ron Hubbard, 74, amerikansk science fiction-författare och grundare av Scientologikyrkan
  - Gordon MacRae, 64, amerikansk skådespelare
- 1989 – Ted Bundy, 42, amerikansk seriemördare (avrättad)
- 1991 – Bo Setterlind, 67, svensk författare och poet
- 2005 – Svenerik Perzon, 76, svensk skådespelare
- 2007
  - Wolfgang Iser, 80, tysk litteraturvetare
  - Emiliano Mercado del Toro, 115, puertoricansk man, världens äldsta person sedan 2006
- 2009 – Marie Glory, 103, fransk stumfilmsskådespelare
- 2010 – Pernell Roberts, 81, amerikansk skådespelare, mest känd i rollen som Adam Cartwright i Bröderna Cartwright
- 2011 – Bernd Eichinger, 61, tysk filmproducent och regissör
- 2012
  - Theo Angelopoulos, 76, grekisk filmregissör
  - James Farentino, 73, amerikansk skådespelare
  - Stig Sæterbakken, 46, norsk författare
  - Per Odeltorp, 63, svensk musiker, sångare och kompositör med artistnamnet Stig Vig
- 2014 – Shulamit Aloni, 85, israelisk politiker samt freds- och människorättsaktivist, Israels utbildningsminister 1992–1993
- 2015 – Stig Bergling, 77, svensk underrättelseofficer och spion
- 2021
  - Gunnel Lindblom, 89, svensk skådespelare och regissör
  - Sigvard Marjasin, 91, svensk fackföreningsman, landshövding i Örebro län 1989–1994